# Михаило Јовичић
Михаило Јовичић (Крагујевац, 24. јануар 1999) је српски кошаркаш. Игра на позицији плејмејкера, а тренутно наступа за Подгорицу.

## Каријера

### Клупска
Јовичић је пажњу привукао играма у пионирима крагујевачког клуба Фока. У лето 2014. године преселио се у Шпанију и прикључио млађим категоријама мадридског Реала. Наступао је и за кадетску и за јуниорску селекцију Реала. У лето 2016. године вратио се у Србију и придружио јуниорима Меге. Био је део састава Меге који је у сезони 2017/18. освојио Јуниорску Јадранску лигу.
Прве наступе у сениорској конкуренцији Јовичић је забележио још током сезоне 2015/16. у другом тиму Реала. Са Мегом је 6. јуна 2017. године потписао први професионални уговор. Сезоне 2018/19. и 2019/20. је провео на позајмици у ОКК Београду. Сезону 2020/21. је провео у Меги. У јуну 2021. је потписао вишегодишњи уговор са Подгорицом.

## Успеси

### Клупски
- Мега Бемакс:
  - Јуниорска Јадранска лига (1): 2017/18.